# Trirogma prismatica
Trirogma prismatica är en insektsart som ingår i släktet Trirogma och familjen kackerlackesteklar (Ampulicidae). Arten beskrevs av Frederick Smith 1858.